# Thomas Kazen
Per Thomas Kazen,  född 23 februari 1960, är en svensk pastor i Equmeniakyrkan och professor i bibelvetenskap vid Enskilda Högskolan Stockholm. 
Kazens forskningsområden berör den historiske Jesus, ritualer och offerkult, emotioner och moral samt frågor om tolkning och tro. Han blev teologie doktor vid Uppsala universitet 2002 på avhandlingen Jesus and Purity Halakhah: Was Jesus Indifferent to Impurity? om rituell renhet i Nya Testamentet. Samma år blev han anställd som lektor i Nya testamentets exegetik vid Teologiska Högskolan i Stockholm (THS). Han blev utnämnd till docent vid Uppsala universitet 2008 och bedömdes vara professorskompetent i samband med sakkunniggranskning i Uppsala 2010. Kazen blev befordrad professor i Nya Testamentets exegetik vid THS 2010 och innehar en nyinrättad professur i bibelvetenskap där sedan  2015
Kazen var redaktionssekreterare för Svensk Exegetisk Årsbok 2005-2013.

2019 tilldelades Kazen heders- och förtjänstpriset Regnbågsfisken av Kristna regnbågsrörelsen - EKHO.